# (9143) Burkhead
(9143) Burkhead (1955 SF) est un astéroïde de la ceinture principale, découvert le 16 septembre 1955 à l'observatoire Goethe Link près de Brooklyn, dans l'Indiana. Il a une magnitude absolue de 13,7.